# Запис Радивојевића орах (Цикот)
Запис Радивојевића орах (Цикот) се налази на парцели чији је власник Радивојевић Миланка.

## Локација
| Општина             | Рековац                                                                     |
| Катастарска општина | Цикот                                                                       |
| Потес               | Осоје                                                                       |
| Координате          | 43° 53′ 35″ С; 21° 05′ 48″ И / 43.893000000000001° С; 21.096599999999999° И |
| Надморска висина    | 268m                                                                        |

## Карактеристике
Дендрометријске вредности утврђене на терену и сателитским снимцима:
| Стабло                     | Орах |
| Висина стабла              | m    |
| Обим дебла                 | m    |
| Пречник крошње             | 7m   |
| Пречник дебла              | m    |
| Висина дебла до прве гране | m    |

## База записа
Запис је у оквиру Викимедија пројекта "Запис - Свето дрво" заведен под редним бројем 0725.